# 广渠门外站
广渠门外站是一个位于中国北京市东城区东花市街道与朝阳区双井街道交界广渠门外大街富力公館外，属于北京地铁7号线与建设中的17号线的地铁换乘站。本站7号线部分于2013年5月封顶，2014年12月28日随北京地铁7号线开通一同投入使用；17号线部分通车时间仍然有待确定。

## 位置
广渠门外站位于东二环外，广渠门桥东，广渠门外大街（两广大街，东西向）与广和里中街－广渠北四巷（南北向）交汇处。7号线车站位于交汇处西侧路中，东西走向布置；17号线车站南北走向布置。

## 结构

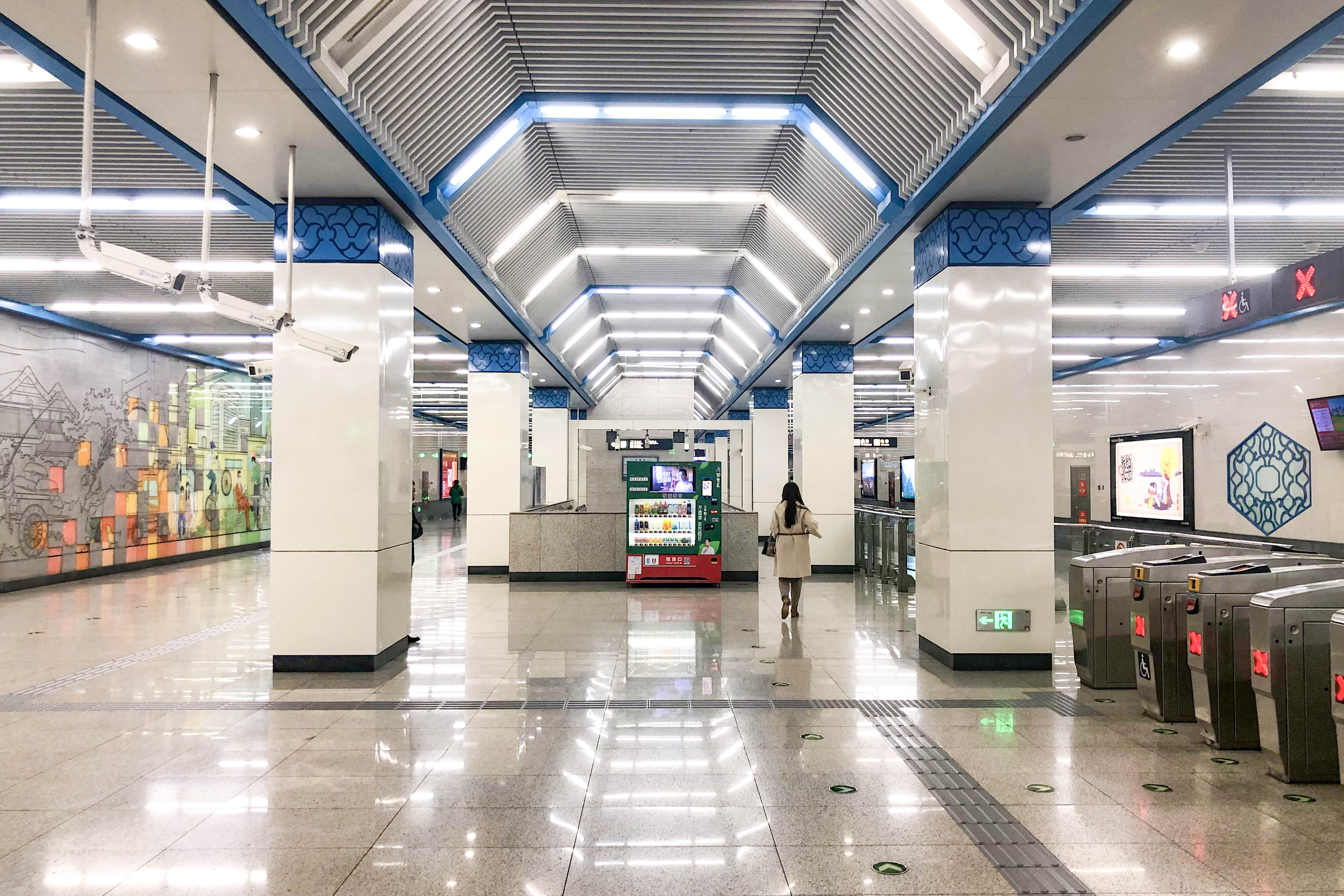
7号线站厅（2021年3月摄）

7号线广渠门外站为地下二层车站，结构总长309.5米，标准段宽20.9米，总建筑面积18829平方米。车站主要为双柱三跨，部分区段为单柱双跨。采用岛式站台设计，站台宽12米。设有4个出入口。

### 车站楼层
| 地面层          | 出入口                      | A—D出入口                        |
| 地下一层 站厅层 | 站厅                        | 客务中心、自动售票机、进出站闸机 |
| 地下二层 站台层 |                             | █ 7号线往北京西站（广渠门内）    |
| 地下二层 站台层 | 岛式站台，左側開门          |                                  |
| 地下二层 站台层 | █ 7号线往环球度假区（双井） |                                  |

### 站台
7号线广渠门外站设有一座岛式站台，位于广渠门外大街地底。7号线月台东端设有一条存车线。

## 出入口
本站设有3个出入口。
|                           |              |                    |      |            |
|                           |              |                    |      |            |
| 编号                      | 指示         | 建议前往的目的地   | 照片 | 无障碍设施 |
| 出口 · A                  | 广渠门外大街 |                    |      | 不適用     |
| 出口 · B · 轮椅辅助车标志 | 广渠门外大街 | 广和里中街、惠力路 |      |            |
| 出口 · D                  | 广渠门外大街 |                    |      | 不適用     |
| 註： 設有輪椅輔助車       |              |                    |      |            |

## 车站艺术
7号线站厅设有壁画《城市变迁》，17号线站厅计划设置壁画《生生不息》。